# Hotel
Hotel je ustanova namijenjena pružanju usluga najčešće kratkotrajnog smještaja i prehrane svojim gostima, korisnicima usluge.

## Naziv
Naziv potječe iz francuske riječi hôtel (izgovora se: otel) koja označava kuću za pružanje usluga smještaja. Vremenom je taj naziv izgubio onaj prepoznatljivi francuski izgovor, pa se danas koristi naziv hotel.

## Usluga i kapaciteti
Hoteli, ovisno o željama i potrebama gostiju, pružaju djelomičnu ili potpunu uslugu koja obuhvaća spavanje, prehranu, zabavu i sve ostalo prilagođeno potrebama gostiju.
Hotelske sobe dijele se na jednokrevetne ili dvokrevetne uz dodatak pomoćnog ležaja. Sobe su, ovisno o kategoriji hotela, opremljene svim potrebnim za potpunu uslugu i odmor svojih gostiju, pa su tako primjerice sobe u višekategornicima opremljene krevetima, mini barom, televizijskim uređajem sa satelitskim prijemom kanala, priključkom za brzu internet vezu, telefonskim uređajem, klimatizacijom, kupaonicom sa wc-om itd.
Hoteli u svom sastavu obično imaju recepciju, bar, i restoran, a višekategornici uz sve navedeno imaju i otvoreni i zatvoreni bazen, noćni bar, kockarnicu, saunu, frizerski salon, suvenirnicu i druge dodatne sadržaje.
Smještajni kapaciteti zavise od veličine hotela, broja soba i kreveta. Mali hoteli imaju tek nekoliko soba, dok veliki imaju i po nekoliko stotina pa čak i tisuća soba.

## Kategorizacija
Hoteli se prema vrsti i načinu usluge svrstavaju u niže i višekategornike. Niže kategornici, prema hrvatskim standardima imaju dvije ili tri zvjezdice, a višekategornici četiri ili pet zvjezdica.

## Hoteli rekorderi

### Najviši hotel
Titulu najvišeg svjetskog hotela nosi Rose Rotana Suites u Dubaiju, Ujedinjeni Arapski Emirati, koji je visok čak 333 metra, pa je tako pretekao dotadašnjeg rekordera Burj Al Arab visokog 321 metar, a koji se također nalazi u Dubaiju.[nedostaje izvor]

### Najveći hotel
Najveći svjetski hotel je MGM Grand Las Vegas hotel u Las Vegasu čiji je smještajni kapacitet 6.276 soba, čime je u prosincu 2006. godine pretekao dotadašnjeg rekordera First World hotel u Genting Highlandsu u Maleziji čiji smještajni kapaciteti iznose 6.118 soba.[nedostaje izvor]

### Najstariji hotel
Najstariji svjetski hotel je Nishiyama Keiunkan Onsen koji je izgrađen 705. godine u planinama Kyoto, u Japanu.[nedostaje izvor]

## Vanjske poveznice
- Najpoznatiji svjetski hoteli (engl.)